# سیلم (ایلینوی)
سیلم، ایلینوی (به انگلیسی: Salem, Illinois) یک شهر در ایالات متحده آمریکا با جمعیت ۷٬۹۰۹ نفر است که در ایلی‌نوی واقع شده‌است.

## موقعیت جغرافیایی
موقعیت جغرافیایی شهرها و مناطق اطراف به شرح زیر است: